# NGC 3626
NGC 3626 (denumită și Caldwell 40) este o galaxie spirală din constelația Leul. A fost descoperită de astronomul William Herschel în martie 1784.